# Mahshid Afsharzadeh
Mahshid Afsharzadeh (en persan مهشید افشارزاده) est une actrice iranienne née en 1965 à Abadan. Diplômée en dessin artistique de l’Université Khazar de l'Azerbaïdjan, elle débute en théâtre en 1986 pour ensuite s’orienter vers le cinéma avec le film Le Cycliste (1987) de Mohsen Makhmalbaf.

## Filmographie
- 1987: Le Cycliste
- 1988: Doran–e-Sorbi (Le Temps de plombe)
- 1988: Afsoon (Enchantement)
- 1989: Dokhtaram Sahar (Ma fille, Sahar)
- 1989: Bachehaye Talagh (Les Enfants du divorce)
- 1989: Akharin Parvaz (Le Dernier Vol)
- 1990: Afsaneh Ah (Légende d'Ah)
- 1991: Shaghayegh
- 1992: Mosta'jer (Locataire)
- 1992: Mardi dar Ayeneh (Un homme dans le miroir)
- 1993: Yaran (Les Amis)
- 1993: Shahin–e-Talaei (Faucon d’or)
- 1993: Bloof (Bluff)
- 1994: Sharik-e-Zendegi (Compagnon de vie)
- 1994: Entehay-e-Ghodrat (Le Maximum du pouvoir)
- 1995: Rooz-e-Didar (Le Jour de rencontre)
- 1996: Toofan-e-Shen (La Tempête du sable)
- 1998: Alfhaye Harz (Les Herbes parasites)
- 1998: Khatha va Sayeha (Lignes et Ombres)
- 1998: Ay Para
- 2000: Aghaye Raisjomhour (Monsieur le président)
- 2008: Ayar 14